# Uniwersytet Ekonomiczny w Wiedniu

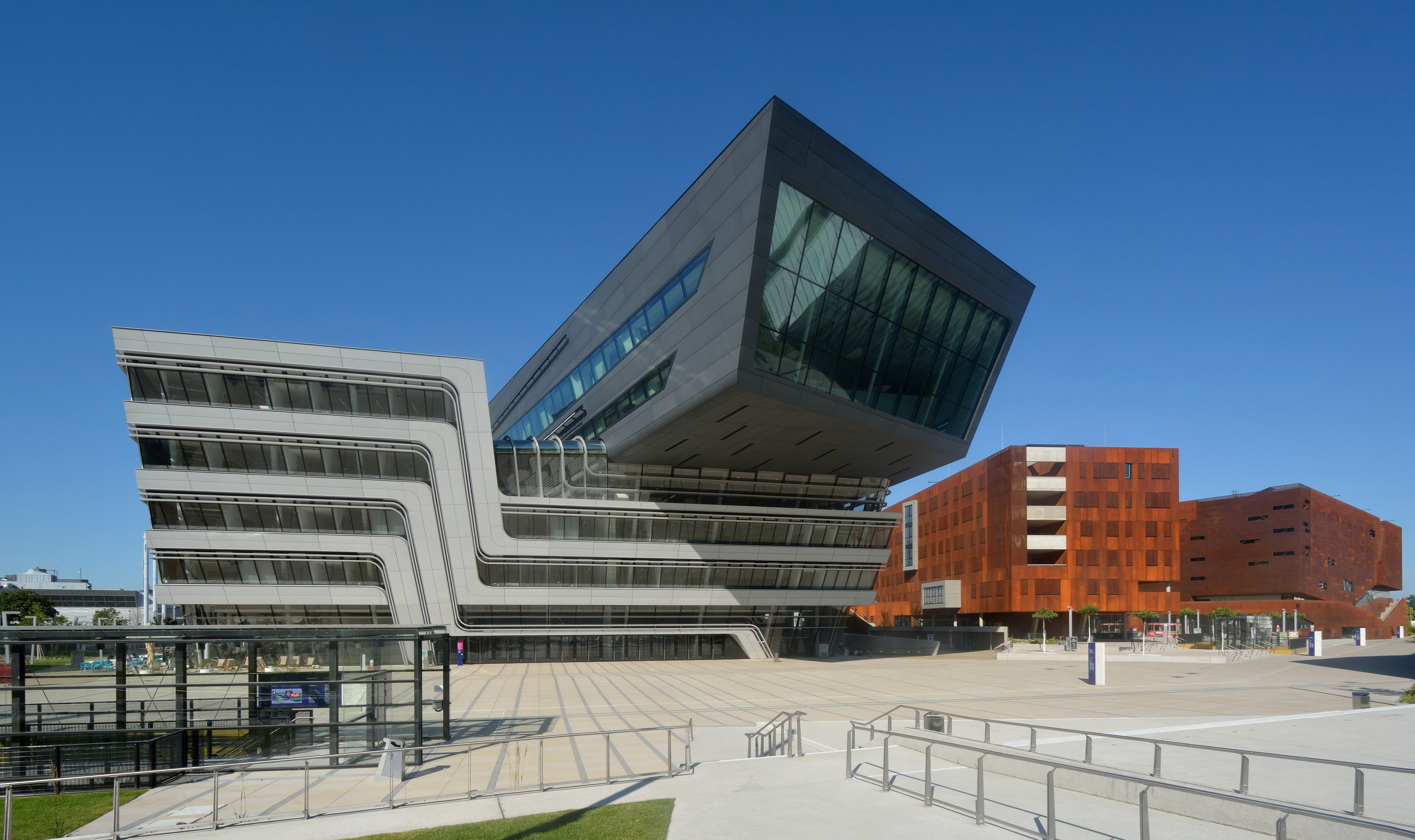
Biblioteka WU

Uniwersytet Ekonomiczny w Wiedniu (niem. Wirtschaftsuniversität Wien – WU) – największa uczelnia ekonomiczna w Europie, mieszcząca się w Wiedniu.
W przeszłości uczelnia funkcjonowała jako:
- Akademia Eksportu (Exportakademie) 1898–1919
- Wyższa Szkoła Handlu Światowego (Hochschule für Welthandel) 1919–1975
- Uniwersytet Ekonomiczny w Wiedniu (Wirtschaftsuniversität Wien) od 1975

W renomowanym rankingu najlepszych uczelni ekonomicznych Financial Times („Masters in Management 2008”) uplasowała się ona na 18 miejscu.

## Absolwenci i studenci
- Józef Beck
- Thomas Klestil (1957)
- Wolf Klinz
- Johanna Mikl-Leitner (1989)
- Franciszek Pajerski
- Karin Scheele
- Wacław Szperber
- Zygmunt Vetulani
- Franz Vranitzky

## Doktorzy honoris causa
- Philip Kotler

## Kampus
W 2013 roku zakończyła się budowa kampusu, którego koszt wyniósł 492 miliony euro. Budynki zajmują 35 000 m², natomiast 55 000 m² należy do ogólnodostępnej przestrzeni publicznej.
Projekt obiektu został przygotowany przez sześć biur architektonicznych:
- Zaha Hadid Architecture
- CRABstudio
- The studio of Hitoshi Abe
- Estudio Carme Pinós S.L
- NO.MAD Arquitectos
- BUSarchitektur ZT Gmbh